# Poço das Antas
Poço das Antas là một đô thị thuộc bang Rio Grande do Sul, Brasil. Đô thị này có diện tích 62,102 km², dân số năm 2007 là 1976 người, mật độ 31,82 người/km².